# Combattants de la Libération
Combattants de la Libération (CDL), também conhecido como Le Maquis Rouge, foi um grupo guerrilheiro estabelecido pelo Partido Comunista da Argélia (PCA) após a eclosão da Guerra de Independência Argelina.
A Frente de Libertação Nacional (FLN) não acolheu com satisfação um rival e sua desconfiança foi intensificada pelas lembranças da participação do Partido Comunista da Argélia na repressão após o motim de Setif em 1945. A FLN admitia membros do partido comunista em suas fileiras como integrantes individuais, mas não toleraria a existência de uma força de guerrilha separada.
O CDL nunca foi um grupo grande, mas tinha membros tanto muçulmanos quanto europeus. Abdelkader Guerroudj, um muçulmano, era um oficial político que tentou estabelecer uma ligação entre a organização e a FLN. Três membros europeus foram Maurice Laban, Fernand Iveton e Henri Maillot.
Em abril de 1956, Maillot, membro do PCA, abandonou o exército francês, levando consigo para o CDL um importante estoque de armas e munições. Menos de dois meses depois, um informante revelou sua localização e o grupo foi emboscado por uma unidade do exército francês, Maillot e Laban foram mortos; há suspeitas de que o exército foi auxiliado por informações vazadas pela FLN. Menos de um mês depois, a 1 de julho de 1956, foi assinado um acordo, integrando o PCA e o CDL na FLN.